# Zofia Wojewodzianka
Zofia Ewa Wojewodzianka (ur. 5 kwietnia 1929 w Niemierzynie koło Wielunia, zm. 30 stycznia 2005 w Puszczykowie) – polska historyczka sztuki, kierownik Działu Muzealnego Biblioteki Kórnickiej.

## Życiorys
Była córką Jana, z zawodu nauczyciela, i Emilii z Jasińskich. Od 1945 uczęszczała do gimnazjum ogólnokształcącego w Kórniku, maturę zdała w 1949. W tymże roku podjęła studia z historii sztuki na Uniwersytecie Poznańskim, które przez jakiś czas (w latach 1950–1951) łączyła z pracą w Muzeum Narodowym w Poznaniu. Studia pierwszego stopnia ukończyła w 1952; od tego czasu datuje się jej współpraca z Biblioteką Kórnicką, początkowo w postaci prac zleconych. W latach 1953–1955 odbyła studia drugiego stopnia (magisterskie), przedstawiając pracę dyplomową Romański kościół w Rudzie pod Wieluniem. Rozpoczęła również – pod kierunkiem profesora Zdzisława Kępińskiego – prace nad doktoratem, mającym dotyczyć architektury kościelnej czasów Bolesława Krzywoustego; pracy tej nie ukończyła.
1 lipca 1956 została zatrudniona na stałe w Bibliotece Kórnickiej Polskiej Akademii Nauk; pracę rozpoczynała jako asystent muzealny, by przez wszystkie szczeble kariery zawodowej dojść w sierpniu 1988 do starszego kustosza muzealnego. W latach 1973–1977 kierowała Działem Muzealnym. Ogłosiła m.in. artykuł Dzieje zbioru militariów zamku kórnickiego ("Pamiętnik Biblioteki Kórnickiej", zeszyt 9–10, 1968). Zapamiętana została przez współpracowników jako osoba wyjątkowo dokładna i skrupulatna, podchodząca do powierzonych zadań z wielką odpowiedzialnością, chętnie dzieląca się wiedzą z młodszymi muzealnikami. Na emeryturę odeszła w 1989.
Zmarła 30 stycznia 2005 w Puszczykowie po ciężkiej chorobie, pochowana została na cmentarzu Miłostowo w Poznaniu.